# 张海威
方天，是一位馬華文學重要作家。原名張海威。父親是張國燾。1948年11月父親一家從上海遷居臺灣。一年後搬到香港。1951年任教師。1953、54年任《中國學生周報》編輯。1955年寓言劇集《黃鸝與杜鵑》與短篇小說集《一朵小紅花》友聯出版。1955年從香港到新加坡參與創辦《蕉風》，在當地出版短篇小說集《爛泥河的嗚咽》，1968年10月，張國燾夫婦移居加拿大。並於當地離世。

## 作品
- 《黃鸝與杜鵑》，香港：友聯，1955年。
- 《爛泥河的嗚咽》，新加坡：蕉风出版社,1957年。
- 《一朵小紅花》，香港：中国学生周报社，1955年。